# 天慶帝
天慶帝（てんけいてい、ベトナム語：Thiên Khánh Đế / 天慶帝）は、後陳朝大越の第3代（最後）の皇帝。名は陳 暠（ちん こう、ベトナム語：Trần Cảo / 陳暠）、または陳 翟（ちん てき、ベトナム語：Trần Địch / 陳翟）。

## 生涯
『大越史記全書』によると初名は胡 翁（ベトナム語：Hồ Ông / 胡翁）といい、丐者の子で、芸宗の甥を自称していたという。藍山蜂起を起こした黎利は、民心が未だ陳朝にあるのに鑑み、明の勢力を駆逐した後の名分として陳氏の人間の擁立を考えた。宣徳元年11月（1426年12月）に陳暠は黎利によって皇帝に擁立され、天慶と改元した。天慶2年8月（1427年9月）、黎利は明に使節を送って天慶帝を冊封するように求め、12月17日（1428年1月3日）、天慶帝は明の宣徳帝より安南国王に封じられた。
天慶3年（1428年）、黎利によって殺害された。一説には麻港（現在のゲアン省）まで逃げたところを黎利の手の者に捕まり、東関城で毒薬を飲まされたとも、別の説では逃げ回った先の古弄隘で黎利の追手に殺されて遺体は叢に投げ入れられたとも、また別の説では黎利が「私は百戦して天下を得た、（陳）暠が皇帝の地位にいられるのは私のおかげである」と語ったのを聞いて恐懼し古隘に逃れたが、最終的に追ってきた黎利に殺されたともされる。天慶帝を殺害した黎利は皇帝に即位し、後黎朝を開いた。